# Полищук, Виктор Степанович
Виктор Степанович Полищук (укр. Ві́ктор Степа́нович Поліщу́к ; род. 15 августа 1976, Перегоновка) — украинский предприниматель, собственник крупного бизнеса в сферах ритейла и недвижимости.

## Биография
Родился 15 августа 1976 года в селе Перегоновка Кировоградской области.
Отец — Полищук Степан Никифорович был главным инженером Перегоновского сахарного завода. Мать — Полищук Галина Антоновна работала медсестрой в детском саду. Дед Полищука — Волчанский Иван Пантелеймонович, участник Великой Отечественной войны. В детстве Виктор Полищук мечтал стать военным. В 1992 году с отличием окончил школу. В юношестве был неоднократным победителем всеукраинских и областных олимпиад по математике, физике, химии.

## Образование
Окончил Киевский технологический Институт пищевой промышленности (КТИПП) им А. И. Микояна (сейчас — Национальный университет пищевых технологий — НУПТ). Специальность — теплоэнергетик. В этом же университете получил второе высшее образование, по специальности экономиста.

## Трудовая деятельность
Будучи студентом, Виктор Полищук работал техником в научно-исследовательском предприятии «Энерготехнология» (1993 г.). В 1998—2001 г. — на должности инженера.
В 2001 году создает компанию «Техэнерготрейд». Изначально бизнес строился на продаже электротехнической продукции, сейчас же компания занимается логистикой.
Следующим бизнес-проектом становится строительство коттеджного городка «Явір» под Киевом, инициатором и руководителем которого выступает супруга Резвая Лилия Анатольевна.
В 2004 году «Техэнерготрейд» Полищука приобретает долю в размере 70 % компании «Технополис», занимающейся розничной торговлей бытовой техники.
В 2005 году розничная сеть бытовой техники «Технополис» полностью переходит в собственность Виктора Полищука (100 %).
В 2004 году существовало только семь магазинов бытовой техники «Технополис». С приходом Виктора Полищука стартует расширение торговой сети. С 2004 по 2012 год количество точек продаж возросло в 9 раз.
В ноябре 2012 года приобрел страховую компанию «Форте»
К 2013 году сеть бытовой техники «Технополис» обладает 65 магазинами и охватывает все регионы Украины. Товарооборот составляет — 380 млн.$ в год.
В апреле 2013 года Виктор Полищук продолжает расширять сферу бизнеса, приобретая крупнейшую сеть бытовой техники «Эльдорадо». Начинается слияние «Технополиса» и «Эльдорадо». После слияния объединённая сеть становится вторым на рынке ритейлером по количеству магазинов и товарообороту.
В интервью изданию «Forbes». Виктор Полищук сообщил, что новая объединённая сеть будет иметь название «Эльдорадо»: «Мы намерены устранить все недоработки, существующие на данный момент в сети „Эльдорадо“. В первую очередь — мы кардинально изменим подход к обслуживанию клиентов.»
Виктор Полищук входит в 100 самых богатых людей Украины по версии журнала Forbes, с состоянием 166 миллионов долларов.

## Скандалы
В 2013 году Броварской городской совет проголосовал за то, чтобы земли бывшего государственного предприятия «Радиопередающий центр» были отданы в аренду 48-ми лицам для «ведения личного крестьянского хозяйства». Впоследствии все они в один день с помощью одного нотариуса передали свои участки частному предприятию «Интер-профит». Сразу после этого, по представлению мэра Броварова Игоря Сапожка, депутаты проголосовали за получение нового статуса земель — под промышленную застройку. По словам мэра и бизнесменов, на 96-и га должны были разместиться логистический центр, холодильные склады и фармацевтический завод Bayer AG. Проект на сессии представлял не «Интер-профит», а «Техенерготрейд». Журналисты выяснили, что у этих компаний много общего. Экс-директор «Техэнерготрейда» Владимир Тимошенко является основателем «Интер-профита». Владельцем «Техэнерготрейд» является Виктор Полищук. Bayer AG официально опроверг слухи о строительстве завода в Броварах.